# Rai 3
Rai 3 är Radiotelevisione Italianas tredje TV-kanal. Kanalen inriktar sig på kultur och utbildningsprogram. Rai Tre startade sina sändningar den 15 december 1979. 